# 世界之窗 (深圳)

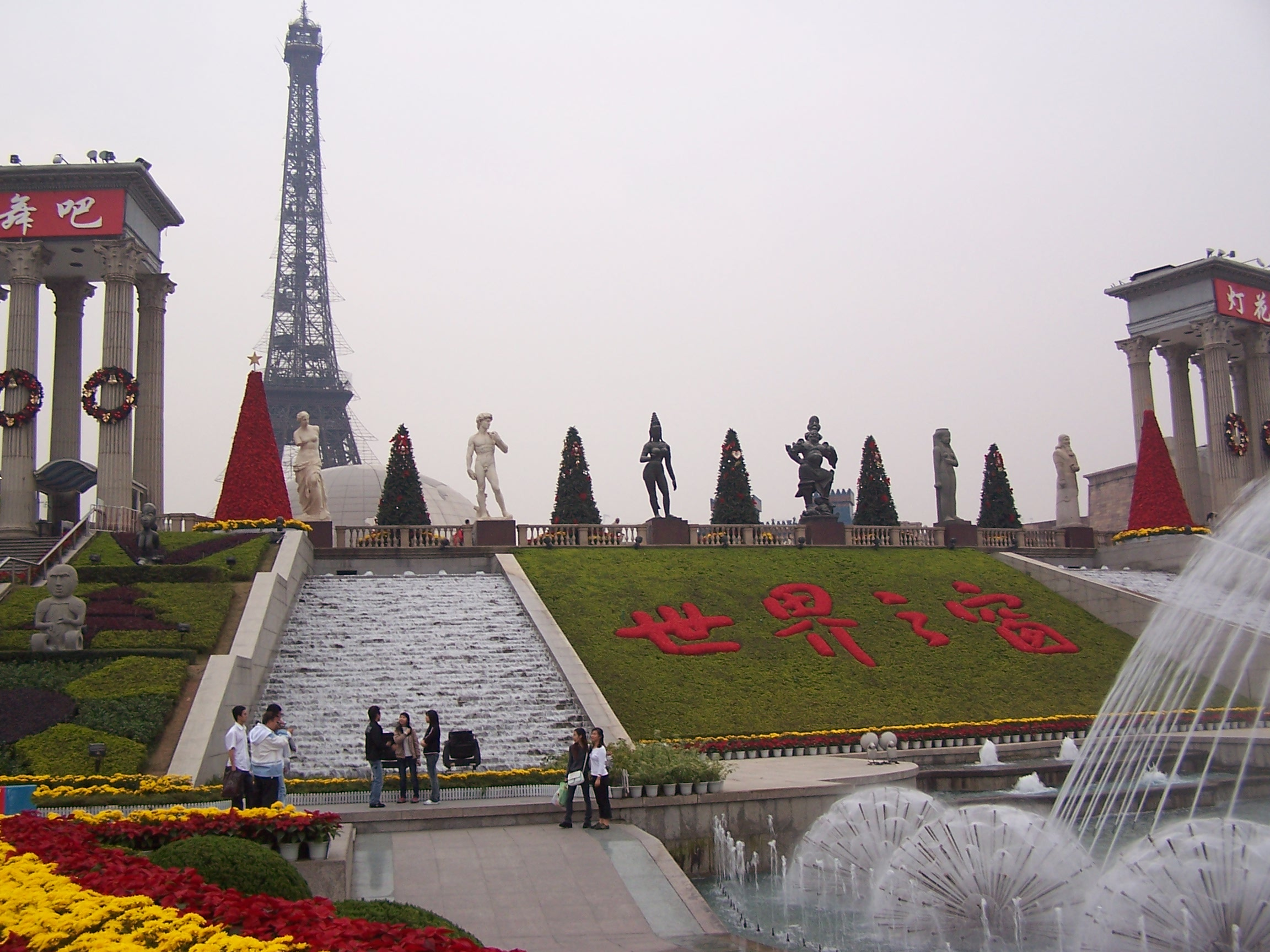
世界之窗出入口，六尊雕像从左至右分别是米洛的维纳斯、大卫像、印度雪山神女像、中国唐代天王像、埃及王后奈菲尔塔利像以及亚述王阿淑尔纳西尔帕二世像。

世界之窗是位于中国广东省深圳市南山区华侨城的主題公園，收納世界各地名勝的微縮模型，是深圳最为著名的旅游景点之一。世界之窗坐落于深圳灣畔，佔地48萬平方米，景區按世界地域結構和遊覽活動内容分为世界廣場、亞洲區、大洋洲區、歐洲區、非洲區、美洲區、世界雕塑園和國際街八大區域，囊括景观130多处。
此外园内的世界廣場是第26届世界大学生运动会闭幕典禮举办地方。

## 簡介
- 投資者：
香港中旅集團
深圳華僑城經濟發展總公司
深圳市沙河實業總公司
- 建成年份：1993年
- 面積：48萬平方米
- 投資：5億元人民幣

## 歷史
世界之窗於1994年6月18日開園，主題公園正門的園名由前中共中央總書記、國家主席江澤民題寫。

## 景點
主要为世界上不同地方的經典建筑和景点的模拟。

### 世界广场

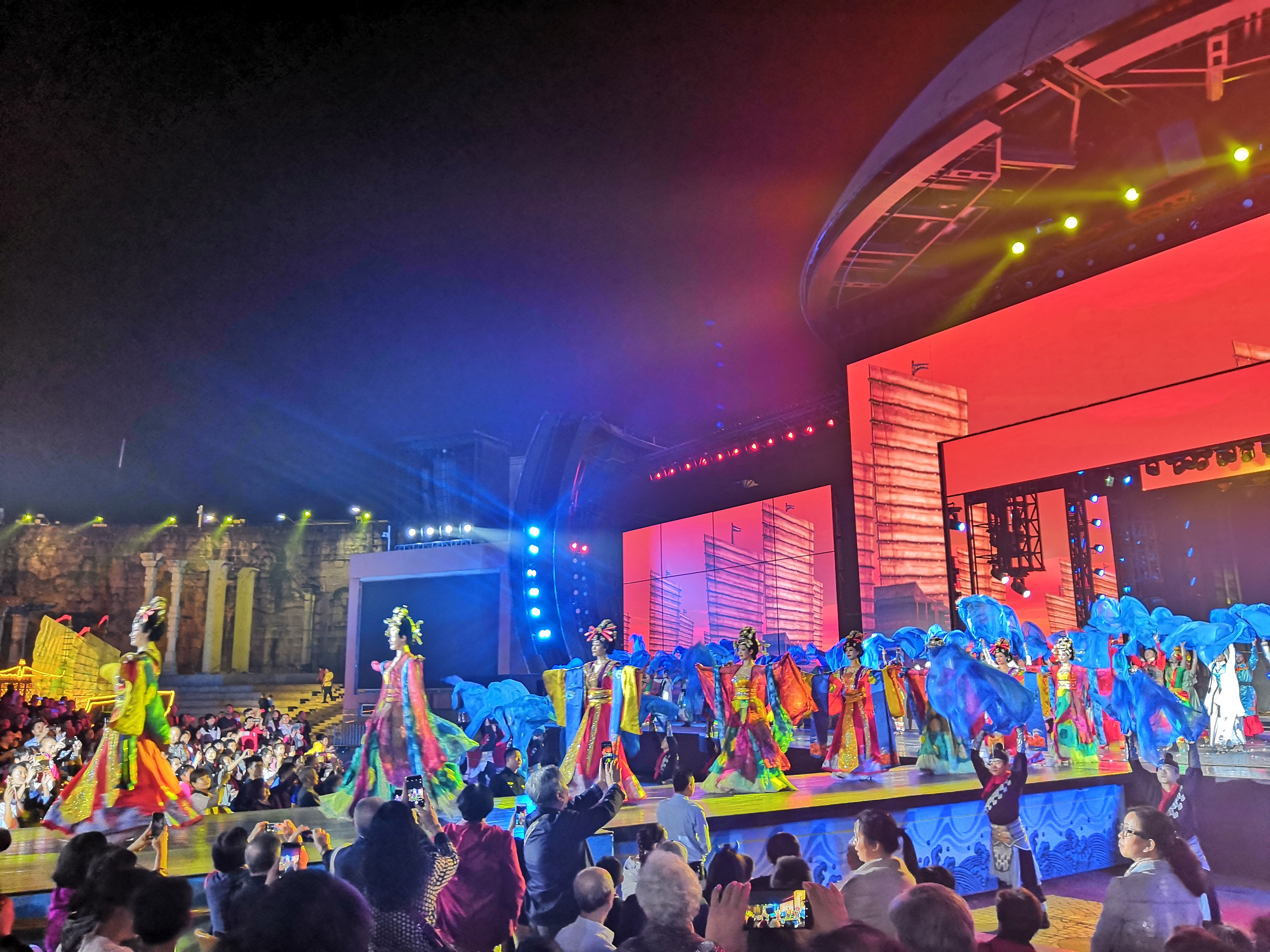
世界广场环球舞台舞蹈表演

1. 法國：卢浮宫金字塔
2. 世界文化浮雕墙
3. 世界广场环球舞台

### 亞洲區

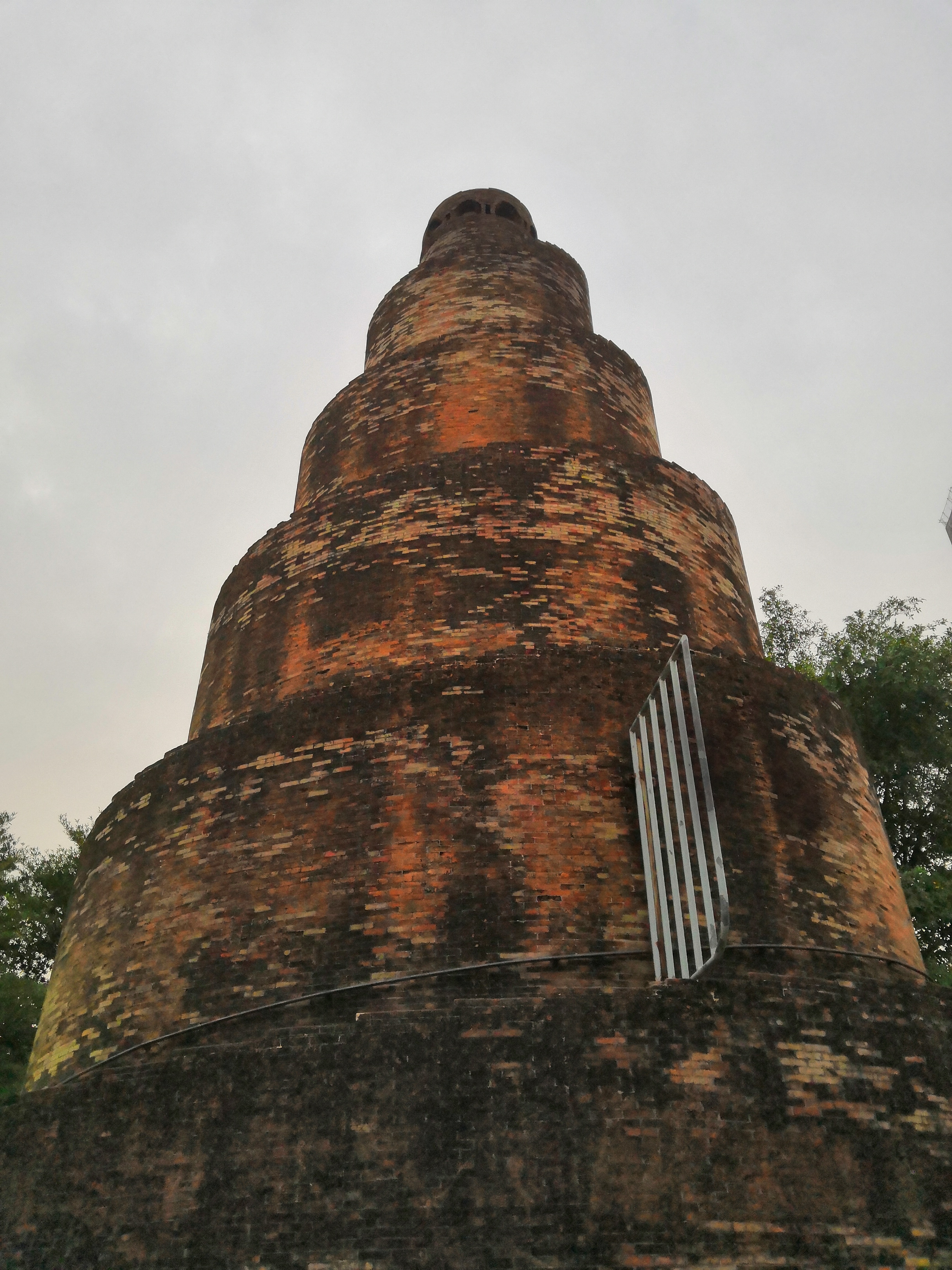
世界之窗伊拉克伊拉克螺旋塔

1. 日本：富士山、東京鐵塔、皇居、桂离宫、严岛神社鸟居、姬路城天守阁
2. ：普通門
3. 泰國：玉佛寺
4. 緬甸：仰光大金塔
5. 印度：泰姬陵、桑吉大佛塔、坎德里雅湿婆神庙（英语：Kandariya Mahadeva Temple）、摩訶菩提寺、太阳神庙（英语：Sun Temple, Modhera）、巴贾石窟（英语：Bhaja Caves）卡拉石窟（英语：Karla Caves）
6. 印度尼西亞：婆羅浮屠
7. 柬埔寨：吳哥窟
8. ：將東寺
9. 越南：一柱寺
10. 尼泊尔：斯瓦扬布纳特
11. 新加坡：獅頭魚身像
12. 马来西亚：極樂寺
13. 科威特：科威特塔
14. 伊拉克：星期五清真寺、伊什塔尔门
15. 土耳其：圣索菲亞大教堂
16. ：景福宮

### 非洲區
1. 埃及：金字塔、獅身人面像、阿布辛贝勒神庙、亚历山大灯塔
2. ：蒙巴萨象牙门、马赛马拉野生动物园

### 歐洲區

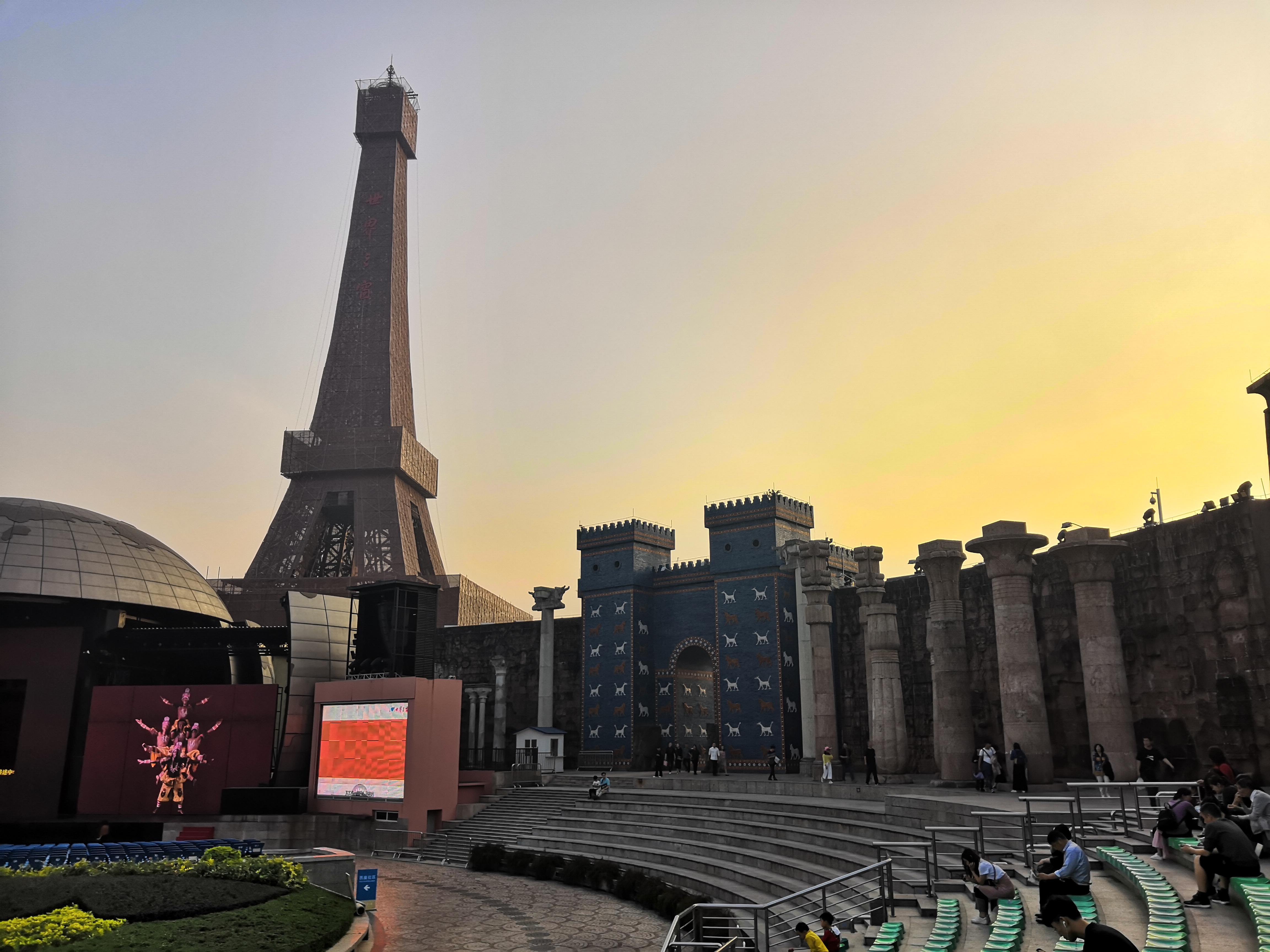
环球舞台，入口为伊什塔尔城门

1. 法國：埃菲尔铁塔、凯旋门、巴黎圣母院、凡爾賽宮、圣米歇尔山、加尔桥
2. 英国：白金漢宮、倫敦塔橋、巨石陣
3. 德国：科隆大教堂
4. 希腊：雅典卫城
5. 梵蒂冈：聖伯多祿大殿
6. 義大利：比薩斜塔、羅馬鬥獸場、圣马可广场
7. 荷蘭：風車、郁金香田園風光
8. 西班牙：獅子庭院、奎爾公園
9. 俄羅斯：克里姆林宮、紅場、聖瓦西里主教座堂、聖彼得堡冬宮
10. 瑞士：阿爾卑斯山馬特洪峰

### 美洲區

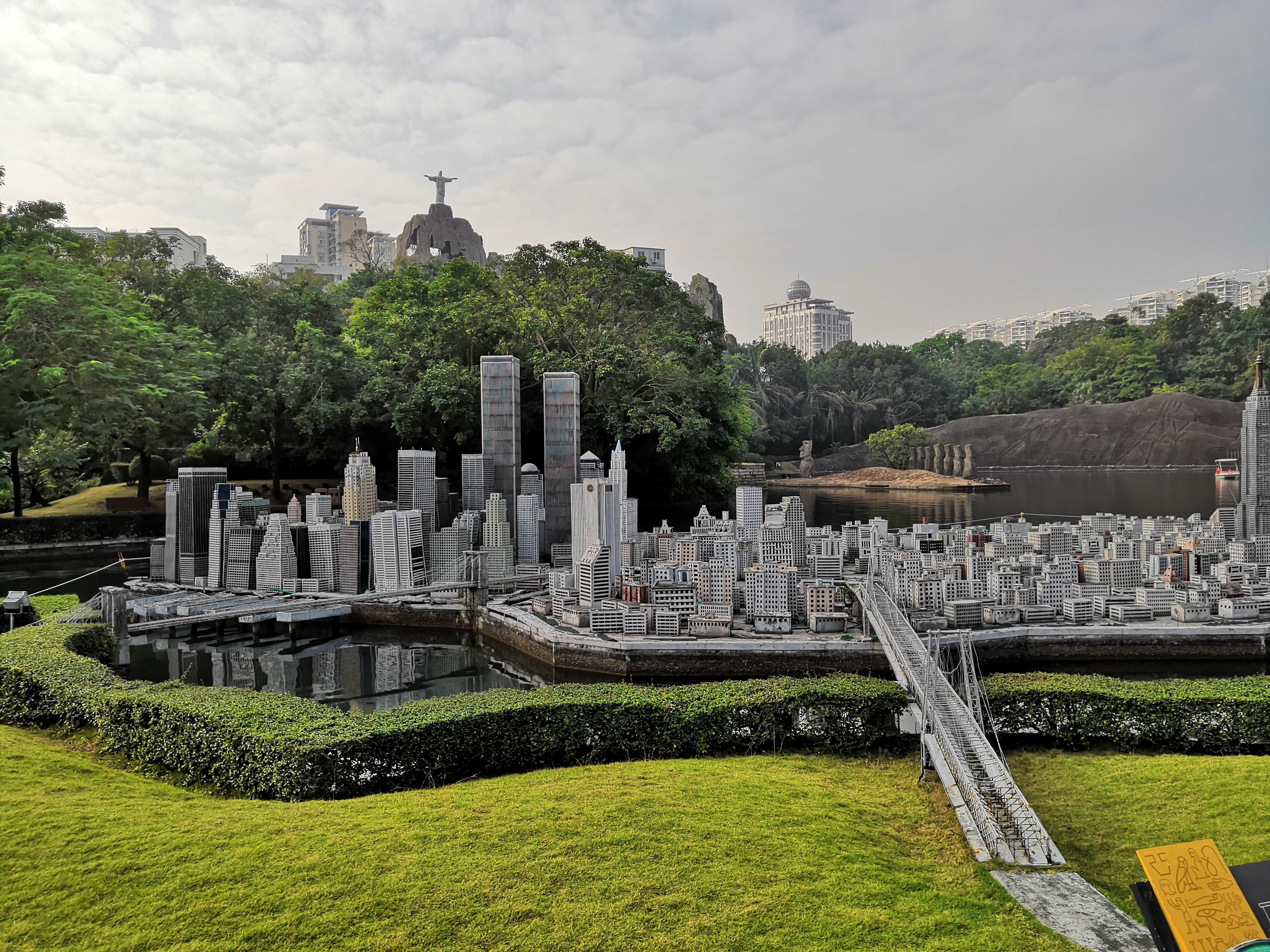
世界之窗纽约景观

1. 美国：洛杉磯迪士尼樂園、五角大樓、白宮、杰斐逊纪念堂、林肯紀念堂、尼加拉大瀑布、總統山、曼哈頓高層建筑群、金門大橋、印第安图腾柱
2. 巴西：基督山
3. 墨西哥：奇琴伊察卡斯蒂略金字塔
4. 秘魯：纳斯卡线条

### 大洋洲區

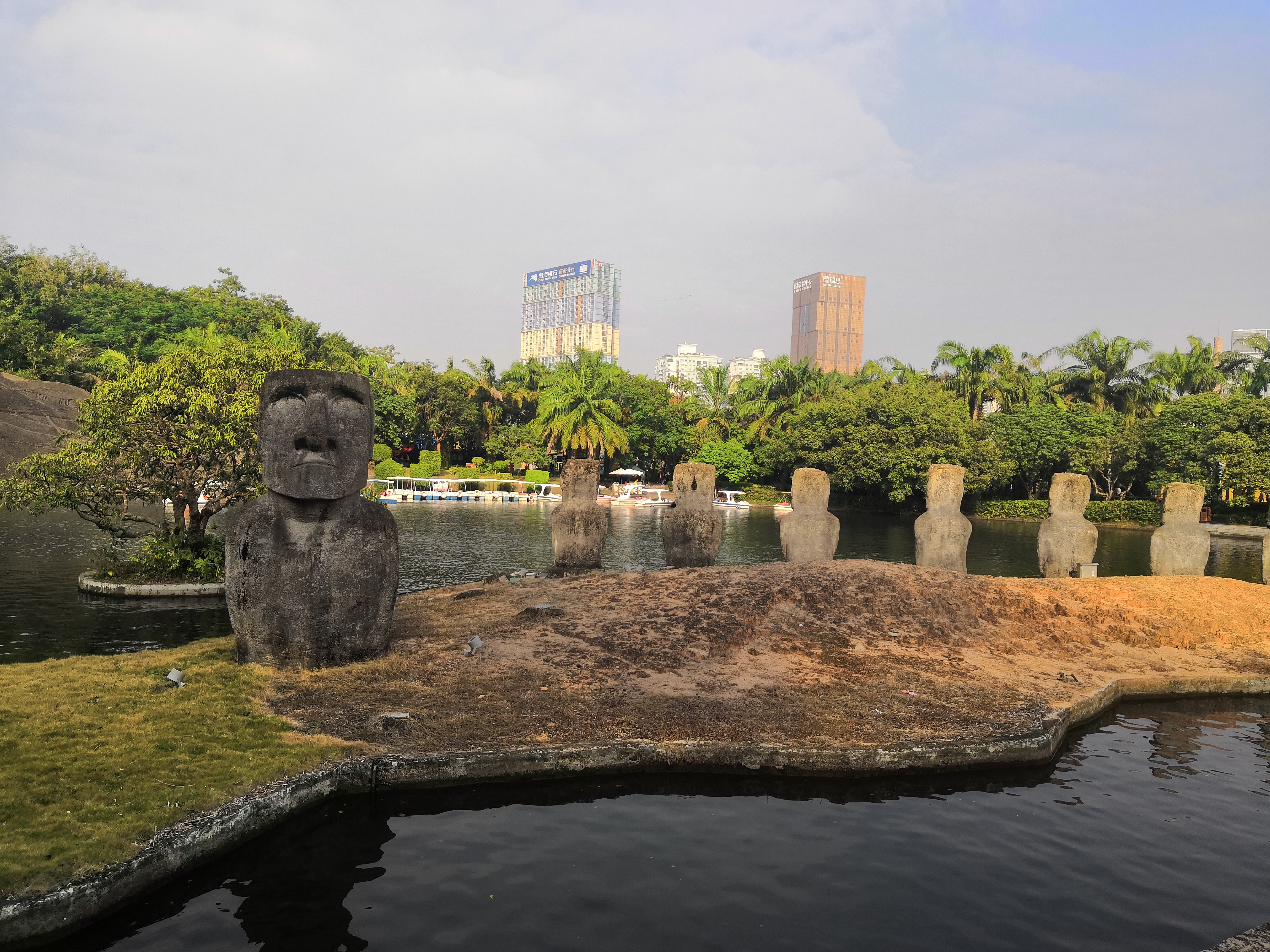
世界之窗智利复活岛巨人石像

1. ：悉尼歌劇院、悉尼港湾大桥、乌卢鲁
2. 新西兰：毛利名居
3. 智利：复活島

## 交通
- 多路公共汽車
- 世界之窗站（深圳地鐵1號線和2号綫及未來20号綫）

## 參看
- 北京世界公园
- 台灣小人國主題樂園

## 對外連接
- 中國旅行社 世界之窗
- 世界之窗官方網站 （页面存档备份，存于）